# Suriname ai Giochi della XXX Olimpiade
Il Suriname ha partecipato ai Giochi della XXX Olimpiade di Londra che si sono svolti dal 27 luglio al 12 agosto 2012. È stata la 12ª partecipazione degli atleti surinamesi ai giochi olimpici estivi.
Gli atleti della delegazione surinamese sono stati 5 (3 uomini e 2 donne), in 3 discipline. Alla cerimonia di apertura la portabandiera è stata la nuotatrice Chinyere Pigot, mentre la portabandiera della cerimonia di chiusura è stata Kirsten Nieuwendam, atleta specializzata nelle gare di velocità.
Nel corso della manifestazione il Suriname non ha ottenuto alcuna medaglia.

## Atletica leggera
| Q | Qualificato al turno successivo per la posizione in qualificazione                                                           |
| q | Qualificato per il turno successivo per ripescaggio o, negli eventi su campo, conquistando la misura minima per qualificarsi |

### Maschile
Eventi di corsa su pista e strada
| Atleta        | Evento | Batteria  | Batteria  | Semifinale | Semifinale | Finale          | Finale          |
| Atleta        | Evento | Risultato | Posizione | Risultato  | Posizione  | Risultato       | Posizione       |
| ------------- | ------ | --------- | --------- | ---------- | ---------- | --------------- | --------------- |
| Jurgen Themen | 100 m  | 10"55     | 1° Q      | 10"53      | 6°         | non qualificato | non qualificato |

### Femminile
Eventi di corsa su pista e strada
| Atleta             | Evento | Batteria  | Batteria  | Semifinale      | Semifinale      | Finale          | Finale          |
| Atleta             | Evento | Risultato | Posizione | Risultato       | Posizione       | Risultato       | Posizione       |
| ------------------ | ------ | --------- | --------- | --------------- | --------------- | --------------- | --------------- |
| Kirsten Nieuwendam | 200 m  | 24"07     | 8ª        | non qualificata | non qualificata | non qualificata | non qualificata |

## Badminton
Maschile
| Atleta            | Evento  | Girone                        | Girone    | Ottavi               | Quarti               | Semifinale           | Finale               | Finale          |
| Atleta            | Evento  | Avversario Punteggio          | Posizione | Avversario Punteggio | Avversario Punteggio | Avversario Punteggio | Avversario Punteggio | Posizione       |
| ----------------- | ------- | ----------------------------- | --------- | -------------------- | -------------------- | -------------------- | -------------------- | --------------- |
| Virgil Soeroredjo | Singolo | S. Sasaki (JPN) P 7-21, 12-21 | 2°        | non qualificato      | non qualificato      | non qualificato      | non qualificato      | non qualificato |

## Nuoto e sport acquatici

### Nuoto
Maschile
| Atleta       | Evento     | Batterie | Batterie   | Semifinali      | Semifinali      | Finale          | Finale          |
| Atleta       | Evento     | Tempo    | Classifica | Tempo           | Classifica      | Tempo           | Classifica      |
| ------------ | ---------- | -------- | ---------- | --------------- | --------------- | --------------- | --------------- |
| Diguan Pigot | 100 m rana | 1'05"55  | 43º        | non qualificato | non qualificato | non qualificato | non qualificato |

Femminile
| Atleta         | Evento            | Batterie | Batterie   | Semifinali      | Semifinali      | Finale          | Finale          |
| Atleta         | Evento            | Tempo    | Classifica | Tempo           | Classifica      | Tempo           | Classifica      |
| -------------- | ----------------- | -------- | ---------- | --------------- | --------------- | --------------- | --------------- |
| Chinyere Pigot | 50 m stile libero | 26"30    | 40ª        | non qualificata | non qualificata | non qualificata | non qualificata |